# Ordre de bataille de la Garde nationale en 1870-1871
Pour un article plus général, voir Garde nationale française en 1870-1871.

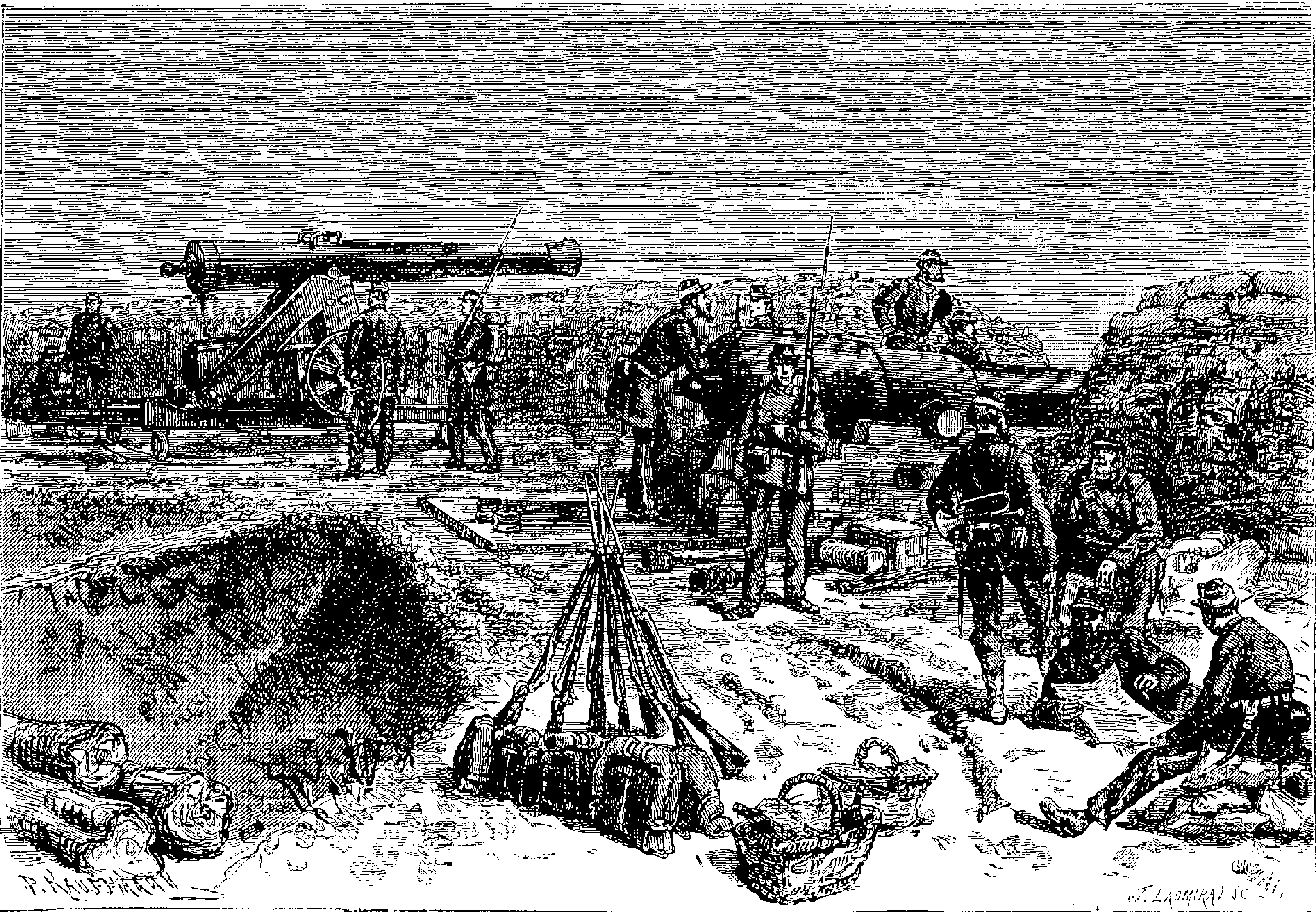
Batterie d’artillerie utilisée par les gardes nationaux pendant le siège de Paris.

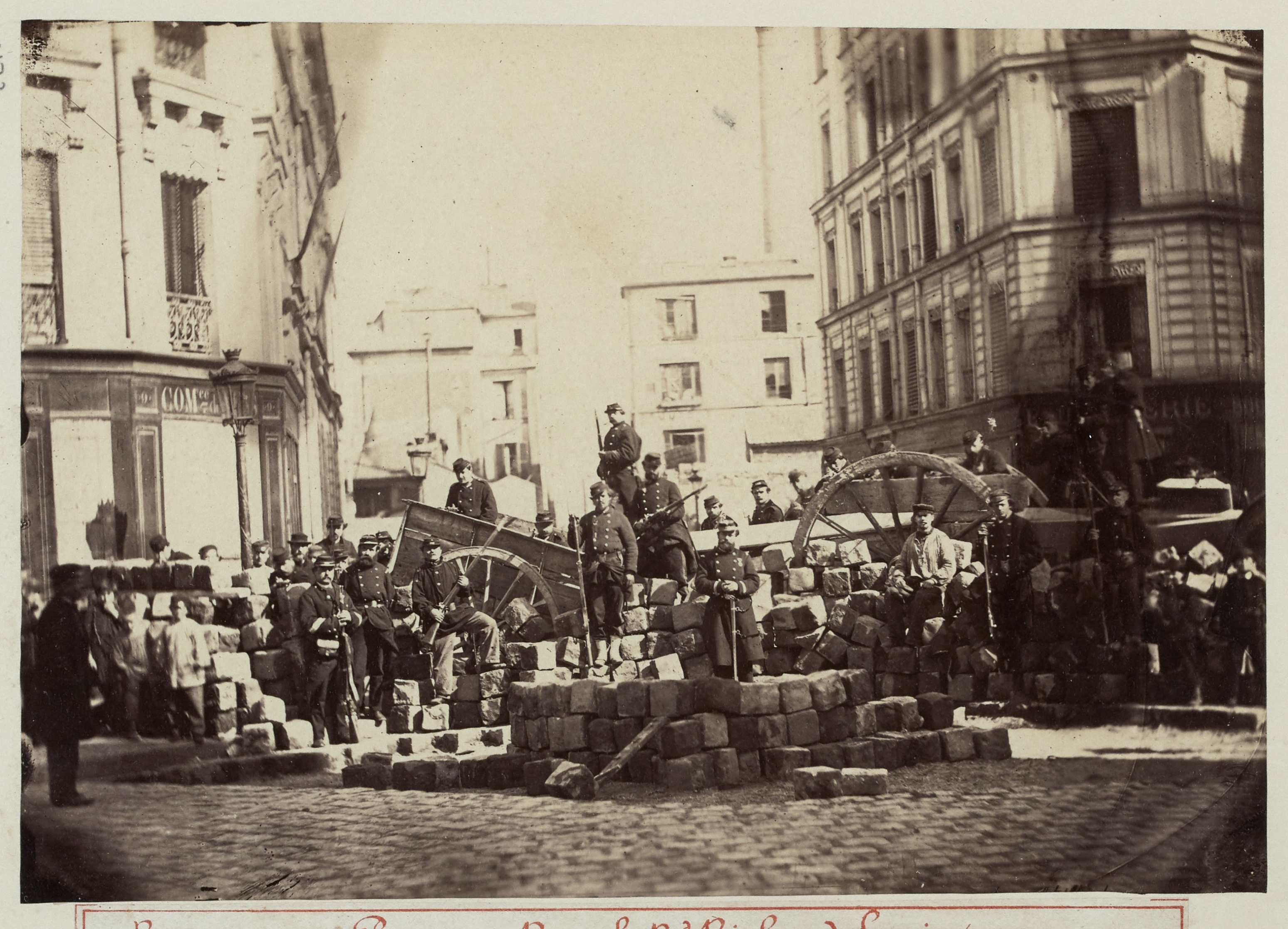
Barricade tenue par les Gardes nationaux parisiens le 18 mars 1871, pendant la Commune de Paris.

L'ordre de bataille de la Garde nationale en 1870-1871 est l'ordre de bataille déployé par la Garde nationale parisienne durant le siège de Paris puis la Commune de Paris. Il est divisé en vingt légions, correspondant aux vingt arrondissements, eux-mêmes divisés en huit compagnies, dirigés par des officiers élus par les gardes.

## Organisation

### Formation
La Garde nationale, qui puise ses origines dans la Révolution de 1789, sort de sa mise en sommeil à la fin du Second Empire. Une Garde nationale mobile est créée en 1868, puis, durant les premiers mois de la guerre franco-allemande de 1870, le recrutement militaire est élargi aux volontaires. Le 12 août 1870, les différentes Gardes nationales présentes dans le pays sont réorganisées. Le recrutement s'intensifie après la chute de l'Empire et la proclamation de la Troisième République le 4 septembre. Le 14 octobre, le gouvernement de la Défense nationale mobilise les Gardes nationales sédentaires, dont celle de Paris.
À Paris, la Garde nationale compte originellement soixante bataillons pour 24 000 hommes. Le nombre de bataillons est rapidement doublé, jusqu'à atteindre à la fin du mois de septembre 254 bataillons regroupant 300 000 gardes nationaux. Au côté de ces nouveaux bataillons sédentaires, composés des habitants d'un même quartier, se forment 53 unités de corps francs,.

### Organisation interne
Les bataillons sont rattachées à un arrondissement et sont regroupés en vingt légions, correspondant aux vingt arrondissements de Paris. Le nombre de bataillons dans une légion est donc proportionnel à sa population. La XIe légion est la plus peuplée, comportant vingt-six bataillons, alors que la VIIe n'en a que six. Chaque bataillon est lui-même divisé en huit compagnies, même s'il peut arriver qu'il y en ait plus. Les quatre premières compagnies sont des compagnies de guerre pouvant être engagées dans les combats militaires. Une compagnie est théoriquement composée de cent cinquante baïonnettes, même si cette limite est dépassée dans les quartiers populaires. Lors de la guerre contre l'Allemagne, la Garde nationale est intégrée à l'armée de Paris, sous les ordres du général Louis Jules Trochu.
Les gardes nationaux sont commandés par des généraux en chef, nommés par le gouvernement, et par des officiers et sous-officiers qu'ils élisent. Ces élections voient l'arrivée d'un certain nombre de révolutionnaires, qui ont une trop maigre connaissance militaire. Les conflits internes aux légions paralysent certaines d'entre elles, au dépit de l'action militaire,. Durant la Commune, les effectifs diminuent sans cesse. Le 5 avril, Edmond Lepelletier estime de 30 000 à 25 000 le nombre de Gardes nationaux. En mai, il les évalue a à peine 10 000, puis moitié moins au début de la Semaine sanglante. Ils ne sont plus que 1 200 le 24 mai.

## Ordre de bataille par légion

### Irelégion
- Colonel[4] : Léopold Boursier[bio 1]

La Ire légion comprend les bataillons 1, 5, 12, 13, 14, 70, 112, 113, 171 et 196. Les 7e et 8e compagnies sédentaires et la 4e compagnie de guerre de la 12e bataillon, sont, toutes trois, composées de gardes de la Banque de France. Le 113e bataillon comporte une compagnie de carabiniers et le 171e est composé des hommes du ministère des Finances.

### IIelégion
- Colonel[4] : Charles Napoléon Grill[bio 2]

La IIe légion comprend les bataillons 8, 10, 11, 100, 148, 149, 181 et 227.
Durant le siège de Paris, l'arrondissement comporte un bataillon de vétérans.

### IIIelégion
- Colonel[4] : Adolphe Spinoy[bio 3]

La IIIe légion comprend les bataillons 35, 54, 86, 87, 88, 89, 144, 145, 205 et 239.

### IVelégion
- Colonel[4] : Édouard Esgonnière[bio 4]

La IVe légion comprend les bataillons 22, 53, 94, 95, 105, 162, 182, 183, 212 et 254. Le 53e bataillon comporte une compagnie de carabiniers et la 9e compagnie de mariniers sauveteurs.

### Velégion
- Colonel[4] : Antoine Léon Blin[bio 5]

La Ve légion comprend les bataillons 21, 59, 60, 118, 199, 151, 160, 161, 163 et 248.

### VIelégion
- Colonel[4] : Lucien Combatz[bio 6]

La VIe légion comprend les bataillons 18, 19, 83, 84, 85, 115, 193 et 249. Le 115e bataillon comporte une compagnie de pompiers, à laquelle sont rattachés des gardes de Lagny, Romainville et Sainte-Geneviève-des-Bois.

### VIIelégion
- Chefs[4] : Jean-Baptiste Witt[bio 7] puis Prosper Garantié[bio 8]

La VIIe légion comprend les bataillons 15, 16, 17, 20, 105, 106, 187 et 208. Le 17e bataillon comporte une compagnie de carabiniers volontaires.
Durant la Commune, le 15e bataillon devient celui de la Fédération des artistes de Paris.

### VIIIelégion
- Chefs[4] : Jules Allix puis Jean Frédéric Lukkow[bio 9]

La VIIIe légion comprend les bataillons 2, 3, 4, 69, 71, 97, 221 et 260.
Le 3e bataillon devient le 1er bataillon de la légion de Seine-et-Oise.

### IXelégion
- Chefs[4] : Louis Courgeon[bio 10] puis Adolphe Bertault[bio 11]

La IXe légion comprend les bataillons 6, 7, 116, 117, 216, 228, 229, 247, 252 et 253. Le 216e bataillon est composé des hommes de l'usine à gaz de la Villette. 
Le 252e bataillon, dit de l'Île-de-France, devient le 2e bataillon de la légion de Seine-et-Oise.

### Xelégion
- Colonel[4] : Maxime Lisbonne

La Xe légion comprend les bataillons 9, 24, 107, 108, 109, 110, 128, 137, 143, 153, 167, 170, 175, 186, 188, 203, 238 et 246.

### XIelégion
- Chef de la 1re subdivision[4] : Octave Lechesne[bio 12]
- Chef de la 2e subdivision[4] : Fortuné Marcelin puis Édouard Sylvestre[bio 13]

La XIe légion comprend les bataillons 57, 58, 65, 66, 67, 123, 130, 138, 139, 140, 141, 180, 190, 192, 194, 195, 206, 209, 211, 213, 214, 219, 232, 236, 237, 241 et 271.

### XIIelégion
- Colonels[4] : Edme Crépin Huot[bio 14] puis Jean-Baptiste Devresse[bio 15] puis Jules Montels

La XIIe légion comprend les bataillons 52, 56, 73, 93, 121, 122, 126, 198, 199 et 200.

### XIIIelégion
- Chef[4] : Émile-Victor Duval (11 mars), Victor Cougenot (5 avril), Jean-Baptiste Sérizier[bio 16] (1er mai)

La XIIIe légion comprend les bataillons 42, 101, 102, 120, 133, 134, 176, 177, 184 et 185. Le 11e bataillon comprend une compagnie de Juvisy.

### XIVelégion
- Colonels[4] : Lucien Henry (11 mars), fait prisonnier[5] et remplacé par Louis Dieu[bio 17] (5 avril), Louis Wetzel (9 avril, à titre provisoire[6]), Henri Menet (22 avril, à titre provisoire[6]), Joseph Piazza[bio 18] (25 avril), Nicolas Legrand[bio 19] (1er mai), Maxime Avoine père[bio 20] (3 mai), Michel Belin[bio 21], Nicolas Legrand (5 mai), Charles Ulrich (8 mai, par intérim[7])
- Conseil au 18 mars[5] : Pierre Charbonneau, Paul Hébert[bio 22], Alexandre (ou Julien) Roquejoffre[bio 23], Louis Sebourg[bio 24]

La XIVe légion comprend les bataillons 103, 104, 136, 146, 202, 217 et 243 (bataillon du Génie). Le 217e bataillon est composé des hommes de la Compagnie des chemins de fer de l'Ouest.
Durant la Commune, la XIVe légion incorpore le 41e bataillon venu de la XVe légion. Il comprend, en plus de ses huit compagnies, deux compagnies de sapeurs-pompiers (dont une de Sèvres), cinq compagnies de Meudon et une compagnie de carabiniers composée essentiellement d'habitants de Clamart et du Plessis-Piquet. On retrouve également des mentions de compagnies de banlieue de Montrouge, Issy et Vanves. La 4e compagnie est qualifiée tour à tour de sédentaire, de dépôt, de marche, de guerre, des carabiniers, etc.

### XVelégion
- Colonel[4] : Arthur Damerey[bio 25]

La XVe légion comprend les bataillons 45, 47, 81, 82, 127, 131, 156, 165 et 178.
Le 41e bataillon, originaire de l'arrondissement de Sceaux, lui est rattaché durant le siège de Paris. Il est transféré au sein de la XIVe légion durant la Commune.

### XVIelégion
- Colonel[4] : Étienne Laporte[bio 26]

La XVIe légion comprend les bataillons 38 et 72, qui fusionnent le 11 avril 1871 pour former le 272e.

### XVIIelégion
- Chefs[4] : Louis Rossel puis Victor Jaclard puis Georges Muley[bio 27]

La XVIIe légion comprend les bataillons 33, 90, 91, 155, 168, 207, 222, 223, 244, 257 et 259. Le 90e bataillon comporte une compagnie du Pecq.
Durant la Commune, le 259e bataillon devient la légion italienne.

### XVIIIelégion
- Chefs[4] : François Josselin[bio 28] puis Frédéric Millière[bio 29]

La XVIIIe légion comprend les bataillons 32, 61, 64, 77, 78, 79, 124, 125, 129, 142, 152, 154, 158, 166, 169, 189, 215, 220, 225 (bataillon de vétérans), 245 (bataillon du génie) et 258. Le 245e bataillon du génie n'est pas armé, à l'exception de la 1re compagnie d'éclaireurs ; ses 1re et 4e compagnies sont des compagnies de sapeurs-pompiers. Le 258e bataillon comprend le 1er bataillon de guerre auxiliaire, dit légion Alphand, et dix batteries formant la légion d'artillerie.

### XIXelégion
- Colonel[4] : Moïse Pillioud[bio 30]

La XIXe légion comprend les bataillons 29, 114, 147, 157, 164, 179, 191, 197, 224, 230, 231 et 242. Le 29e bataillon comporte une compagnie de carabiniers, qui devient le 14 novembre 1870 la 1re compagnie de guerre. Le 114e bataillon comporte une compagnie d'éclaireurs, le 231e une compagnie du Raincy et le 242e une compagnie de pompiers.

### XXelégion
- Chefs[4] : Ludomir Matuszewicz[bio 31] puis Frédéric Guérin[bio 32]

La XXe légion comprend les bataillons 27, 30, 63, 74, 75, 76, 80, 135, 159, 172, 173, 174, 201, 208, 218, 234 et 240. Le 74e bataillon comporte une compagnie de pompiers.
Durant la Commune, le 63e bataillon devient le 2e régiment Bergeret.

### Légion de Seine-et-Oise
Une légion de Seine-et-Oise est créée par décret le 8 décembre 1870. Elle doit alors comprendre cinq bataillons aux compagnies sédentaires et de combat, sous les ordres du colonel Desriveaud, et répartis entre les 15e, 16e et 17e arrondissements. L'ordre prévu est le suivant : 1er batailon de Rueil, 2e bataillon de Sèvres, Chaville et Meudon, 3e bataillon de Versailles, Saint-Cloud et Garches (dont des pompiers de Garches et Louveciennes), 4e bataillon de Versailles, 5e bataillon d'Argenteuil ainsi que deux compagnies de pompiers, une avec des hommes de Sèvres et l'autre d'Argenteuil et du Raincy. Finalement, le 3e batailon de Versailles, trop important, est divisé en trois bataillons : le 252e bataillon, le 4e bataillon de Gagny, Montfermeil et Le Raincy et le 5e bataillon de Juvisy, Corbeil, Palaiseau, Orsay et Arcueil, ce dernier bataillon portant le nom de Légion de Seine-et-Oise sud. Enfin, certains des gardes nationaux de Versailles et de Garches sont incorporés au sein du 4e régiment de marche.

### Bataillons spéciaux
Pierre-Henri Zaidman, historien du mouvement communaliste, note plusieurs bataillons spéciaux qu'il ne rattache pas à un arrondissement : le 111e, bataillon des Postes ; le 226e, bataillon de l'Octroi ; le 250e, bataillon de petites voitures ; le 251e, bataillon du chemin de fer du Nord ; le 268e, composé d'anciens francs-tireurs pendant la Commune ; le 270e, composé de chasseurs fédérés pendant la Commune.

## Bataillons extérieurs à Paris avant le19 septembre
Au début du siège de Paris, le 19 septembre 1870, les bataillons installés dans les arrondissements de Sceaux et de Saint-Denis ainsi qu'en Seine-et-Oise sont intégrés à ceux des arrondissements de Paris.

### Arrondissement de Sceaux
L'arrondissement de Sceaux comprend, avant le siège de Paris, les bataillons 40, 41, 43, 44, 48, 49, 50, 51, 98, 99 et 210. Le 48e bataillon est composé des habitants de Montreuil, Rosny et Villemomble. Il comprend une compagnie de carabiniers et deux compagnies de sapeurs-pompiers. Les 49e et 99e bataillon comportent eux aussi une compagnie de sapeurs-pompiers.

### Arrondissement de Saint-Denis
L'arrondissement de Saint-Denis comprend les bataillons 23, 25, 26, 28, 31, 34, 35, 36, 37, 39, 62, 68, 132, 233 et 235. Le 28e bataillon est composé des compagnies de Romainville (dont une compagnie de pompiers), Bagnolet, Pantin et Bobigny et le 31e bataillon de compagnies de Saint-Denis et du Bourget. Les 36e et 39e bataillons sont respectivement composés d'habitants de Colombes et de Boulogne. Le 233e bataillon comporte les compagnies de Neuilly-sur-Marne et une compagnie d'éclaireurs et le 235e bataillon comporte une compagnie de pompiers de Courbevoie, des gardes réfugiés de Colombes ainsi que des compagnies de Clichy.

### Montreuil-sous-Bois
L'arrondissement de Montreuil-sous-Bois comprend uniquement le 210e bataillon.

### Département de Seine-et-Oise
La Seine-et-Oise comprend un 1er bataillon, réunissant des gardes nationaux de Rueil, Argenteuil et Louveciennes, et un 2e bataillon, réunissant Saint-Cloud, Garches, Meudon ainsi que Sèvres, Chaville et Viroflay, en deux groupes distincts. Le 1er bataillon comporte une compagnie de pompiers et une de brancardiers, le 2e deux compagnies de pompiers.
Le 19 septembre 1870, le 1er bataillon incorpore la XVIIe légion et le 2e bataillon la XVIe légion, à l'exception de plusieurs hommes qui rejoignent le 41e bataillon de la XVe légion.